# Хабаровск
Хабаровск (рус. Хабаровск) град је у Русији и центар Хабровског краја.
Град се налази на далеком истоку Русије, на десној обали реке Амур, у Средњоамурској низији. Хабаровск је удаљен 30 km од границе са Кином, а 8.533 km источно од Москве.
Према попису становништва из 2010, у граду је живело 577.668 становника. Површина града износи 37,2 хиљаде хектара.
Град је основан 1858. године као војна постаја Хабаровка. Име је добио по руском истраживачу из XVII века Ерофеју Хабарову. Од 1880. године град је био административни центар Приморске области, од 1884 — административни центар Приамурског генерал-губернаторства. У Хабаровск је преименован 1893. године.
У новембру 1922. у саставу Далекоисточне републике припао је Совјетском Савезу.
Године 1926. град постаје административни центар Далекоисточног краја, од 1938 — Хабаровског краја.
У Хабаровску се налази железничка станица, путна петља, аеродром и речна лука.
Хабаровск се налази на Трансибирској железници и представља важну станицу на њој.

## Географија

### Клима
Клима је умерена, монсунска
Средња температура у јануару износи -22 °C, а у јулу 18 °C.
У граду годишње пада око 700 милиметара падавина.

## Историја
- 1858. — Основана војна постаја Хабаровка
- 1873. — Отворена прва државна школа
- 1880. — Хабаровск добија статус града и административног центра Приморске области
- 1884. — постаје административни центар Приамурског генерал-губернаторства
- 1891. — Откривен споменик грофу
- 1893. — Град је добио ново име Хабаровск.
- 1897. — Број становника у граду је достигао 14,9 хиљада људи; Хабаровск је спојен железничком пругом са Владивостоком
- 1902. — Основан је војни завод «Арсенал» (данас завод «Далдизел»)
- 1916. — Саграђен железнички мост преко Амура
- 1922. — Хабаровск улази у састав Совјетског Савеза
- 1926. — Добија статус административног центра Далекоисточног краја; становништво града - око 52.000 људи
- 1938. — Добија статус административног центра Хабаровског краја
- 1939. — Број становника достиже 207.000
- 1940. — Град је железничком пругом повезан са Комсомољском-на-Амуру
- 1959. — Број становника достиже 323.000
- 1970. — Број становника достиже 436.000
- 1979. — Број становника достиже 528.000
- 1992. — Број становника достиже 614.600

## Становништво
Према прелиминарним подацима са пописа, у граду је 2010. живело 577.668 становника, 5.404 (0,93%) мање него 2002.
| 1939.   | 1959.   | 1970.   | 1979.   | 1989.   | 2002.   | 2010.   |
| ------- | ------- | ------- | ------- | ------- | ------- | ------- |
| 207.347 | 322.744 | 435.962 | 527.848 | 600.623 | 583.072 | 577.441 |

## Индустрија
У граду је развијена прерада нафте, машиноградња, дрвна индустрија, прехрамбена и кожна индустрија.

## Међународна сарадња
- Нигата, Јапан (од 1965)
- Портланд, Сједињене Америчке Државе (од 1988)
- Викторија, Канада (од 1990)
- Харбин, Народна Република Кина (од 1993)
- Бучон, Јужна Кореја (од 2002)